# Филотеј Синајски
Филотеј Синајски је био хришћански монах и писац који је живео у Египту. Живео је негде пре 1100. године – највероватније крајем 9. и током 10. века. О његовом животу се врло мало зна.

## Биографија
Филотеј је био игуман манастира Свете Катарине на Синајском полуострву.
Филотеј Синајски је следио синаитску аскетску традицију Јована Лествичника. Његови списи су слични списима Исихија Синајског. Често се сматра да ова три синајска монаха (наиме Јован Лествичник, Исихије Синајски и Филотеј Синајски) чине јединствену синаитску књижевну и верску традицију.
Његових 40 текстова о бдењу (грчки: νηπτικα κεφαλαια, романизовано: нептика кепхалаиа) укључено је у Добротољубље.